# Gregório de Matos

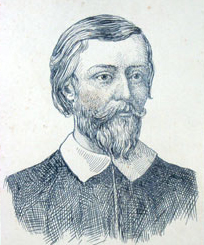
Gregorio de Matos

Gregório de Matos, auch Gregório de Mattos Guerra (* 20. Dezember 1623 in Salvador da Bahia, Brasilien; † 19. Oktober 1696 in Recife, Brasilien), war ein bedeutender brasilianischer Lyriker und Jurist. Er gilt als Begründer einer eigenständigen lusobrasilianischen Literatur, als der bedeutendste Lyriker Brasiliens des Barock und seiner Epoche und als einer der bedeutendsten Barockdichter portugiesischer Sprache.

## Leben
Matos wurde als dritter Sohn eines Adligen geboren. Er verbrachte die Kindheit und Jugend auf der Fazenda seines Vaters, wo er helfen musste, da die älteren Brüder außer Haus waren. Zunächst studierte er am Jesuitenseminar in Salvador da Bahia, um gegen 1650 nach Portugal zu gehen, wo er in Coimbra bis 1661 Jura studierte. Danach war er ab 1663 als Richter in Alcácer do Sal im Alentejo tätig sowie kurzzeitig auch in Lissabon. 1672 erfolgte seine Ernennung zum Beauftragten der Provinz Salvador beim portugiesischen Hofe. 1678 kehrte er nach Brasilien zurück. Dort kritisierte er die Zustände im Lande und wurde 1694 nach Angola deportiert, wo er an einem Aufstand meutender Soldaten beteiligt war. 1695 kehrte er nach Bahia zurück, wo er bis zu seinem Tode als Finanzverwalter des Erzbischofs von Salvador diente.
Zweimal war er verheiratet, 1691 heiratete er zum letzten Male. Er war mit dem Dichter Tomás Pinto Brandão (1664–1743) befreundet. Sein jüngerer Bruder war der Maler Eusebio de Matos (1629–1692).

## Lyrik
Gregório de Matos ist bis heute der bedeutendste Lyriker Brasiliens. Er erhielt wegen seiner bissigen und satirischen Gedichte auch den Spitznamen „Boca do inferno“ (Höllenmaul). Die Themenpalette reichte von religiösen und moralischen bis zu erotischen und pornographischen Gedichten. Zu Lebzeiten und lange danach wurde sein Werk nicht veröffentlicht. Erst Anfang des 20. Jahrhunderts wurden seine Werke in diversen Ausgaben zusammengefasst. Als Kritiker scheute er sich nicht, alles und jeden zu kritisieren: Staat, Kirche und Gesellschaft. Alle Berufe und Rassen, alle Schichten, vom Reichsten bis zum Ärmsten, waren von seiner satirisch-kritischen Lyrik betroffen. Seine Vorbilder sah er in den spanischen miteinander verfeindeten Dichtern Luis de Góngora und Francisco de Quevedo. Viele seiner Gedichte waren Sonette.

## Werk
- Sacra (Heilig), Ausgabe 1, Lyrik, 1923.
- Lirica (Lyrisch), Ausgabe 2, Lyrik, 1923.
- Graciosa (Erbarmend), Ausgabe 3, Lyrik, 1930.
- Satirica (Satirisch), Ausgabe 4 und 5, Lyrik, 1930.
- Ultima (Die Letzte), Ausgabe 5, Lyrik, 1930.

## Übersetzung
- Gregorio de Matos: Ausgewählte Gedichte, Portugiesisch-Deutsch. ELA-Edition Lateinamerika, 1992.